# Lacs Ridge
Pour les articles homonymes, voir Lac Ridge.
Les lacs Ridge (en anglais : Ridge Lakes) sont des lacs américains dans le comté de Shasta, en Californie. Ils sont situés à 2 436 mètres d'altitude au sein de la Lassen Volcanic Wilderness, dans le parc national volcanique de Lassen.